# Casa-Museu Dr. Sousa Martins
A Casa-Museu Dr. Sousa Martins, ou Museu de Alhandra – Casa Dr. Sousa Martins, localiza-se em Alhandra, na freguesia de Alhandra, São João dos Montes e Calhandriz, município de Vila Franca de Xira, na zona ribeirinha do rio Tejo.
Inaugurado em 1985, este museu ocupa aquela que foi a antiga casa do famoso médico, professor e farmacêutico Sousa Martins.
O Museu apresenta um vasto espólio ligado a Sousa Martins, designadamente documentos, livros, quadros, fotografias, instrumentos de trabalho, objetos de uso quotidiano e de coleções particulares.
Os aspetos sociais e económicos de Alhandra, a industrialização, o associativismo, e as figuras de Sousa Martins, Salvador Marques, Soeiro Pereira Gomes, entre outras, estão patentes neste museu. Dispõe de espaço dedicado a exposições temporárias, designado Galeria Augusto Bértholo.

## História
A ideia que conduziu à criação do museu surgiu em 1962, aquando de uma exposição comemorativa do centenário da Sociedade Euterpe Alhandrense, instituição de que o Dr. Sousa Martins fora presidente honorário.
Em 1964 foi criada uma comissão instaladora do futuro museu que, após a recolha de fotografias, documentos e objectos relativos ao passado histórico de Alhandra, apresentou ao público uma exposição com a colecção dos elementos recolhidos.
No entanto, só 10 anos depois, em 1974, após o 25 de Abril, com a implantação da democracia, a Junta de Freguesia de Alhandra e a Comissão Instaladora relançaram o projecto do museu alhandrense. Em 1978 o objectivo da Comissão era a compra do imóvel onde nasceu José Tomás de Sousa Martins de modo a instalar, definitivamente, o museu. Foi, entretanto, feita uma subscrição pública nacional para reunir verbas e finalmente, em 1984, é adquirido o edifício. Após a aquisição realizaram-se as obras de recuperação do edifício e a sua adaptação para museu.